# Turó de Can Dolcet
El Turó de Can Dolcet és una muntanya de 416 metres que es troba entre els municipis dels Hostalets de Pierola, a la comarca de l'Anoia i de Collbató, a la comarca del Baix Llobregat. Al cim, s'hi pot trobar un vèrtex geodèsic (referència 281118001).
Aquest cim està inclòs al llistat dels 100 cims de la FEEC